# Erik Ujlaky
Erik Ujlaky (* 13. února 1992, Trnava) je slovenský fotbalový záložník, od července 2013 působící v DAC 1904 Dunajská Streda.

## Fotbalová kariéra
Svoji fotbalovou kariéru začal v FC Spartak Trnava, odkud ještě jako dorostenec zamířil do pražské Sparty. V roce 2009 se vrátil na hostování do Trnavy. Před sezonou 2010-11 se propracoval do seniorské kategorie Sparty, kde ale hrál pouze za rezervu. V létě 2013 přestoupil do DAC 1904 Dunajská Streda.